# Krf
Krf (grško: Κέρκυρα, Kérkyra; ital. itd. Corfu) je najsevernejši grški otok v Jonskem morju. Pretežno hribovit otok je drugi največji med Jonskimi otoki in meri 593 km2.  Za najvišji vrh otoka Pantokrátor obstaja več podatkov o izmeri, in sicer 906 m, 911 m in 914 m. Od celine ga ločuje 3 do 23 km širok Krfski preliv ali grško Kerkira. Severno od otoka se Jonsko morje zliva z Jadranskim morjem, samemu otoku je tu najbližje albanska obala. Na otoku po štetju prebivalstva iz leta 2001 živi 107.891 prebivalcev (leta 1991 105.043 prebivalcev).
Otok je del Krfske prefekture, ki je razdeljena na šestnajst samoupravnih enot oziroma občin. Dvanajst občin je na samem otoku, ostale štiri pa so otoki Errikoúsai, Samothráki, Othonoi in Paxoi. Na Krfu živi 96 odstotkov vseh prebivalcev prefekture.
Glavno mesto otoka je Krf (grško: Kérkyra), ki šteje 39.387 prebivalcev (2001). Otok  sodi med najbogatejše grške prefekture. V mestu je od leta 1984 sedež Jonske univerze, na kateri poučujejo zgodovino, glasbo, jezikoslovje s prevajanjem,  knjižničarstvo in arhiviranje, računalniške znanosti, audio in video umetnosti. Jonska univerza je s svojo dejavnostjo pričelala leta 1985. Že leta 1824 pa so Britanci ustanovili Jonsko univerzo, predhodnico današnje univerze.
V primerjavi z ostalimi deli Grčije, so Grki otok zaradi bujne vegetacije poimenovali tudi »Zeleni otok«.

## Etimologija
Ime otoka Kerkyra ali Korkyra je povezano z grško mitologijo. Mit pravi, da se je bog morja Pozejdon zaljubil v lepo nimfo Korkyro, hčerko rečnega boga Azopa in rečne nimfe Metope, in jo ugrabil. Odpeljal jo je na dotlej neznan otok in ga z navdušenjem mladoporočenca po svoji ženi imenoval Korkyra, kar se je postopoma preoblikovalo v Kerkyra. S Korkyro je dobil sina Fajaksa, po katerem se prebivalci otoka imenujejo Fajaki.
Drugo in verjetno točnejše poimenovanje otoka je vezano na prevod imena v grščino, kjer naj bi naziv otoka pomenil »greben poln vrhov«.

## Mitologija
V Homerjevi Odiseji beremo, da je Odisej na otoku Krfu našel pribežališče na koncu svojih potepanj, kjer sta ga sprejela kralj Alkinoj in njegova hči Nausikaa (Navzikaa).

## Geografske značilnosti
S svojo lego je Krf mnogo bližje Albaniji, saj je le ta oddaljena 3 km, medtem, ko je na jugovzhodu otoka epirska obala oddaljena 15 km. Ostali Jonski otoki so južneje od Krfa. Krf je otok podolgovate oblike v smeri sever-jug v dolžini 64 km in širine do 20 km. Od goratega severa z najvišjim vrhom Pankrator proti jugu je vse bolj valovit. Obala tvori številne zalivčke in polotoke, kar omogoča za turizem pomembne majhne in čiste plaže.

## Zgodovina

### Stari vek
V 8. stoletju pr. n. št. so Krf kolonizirali Korintčani. Krfljanom se je ob koncu 7. stoletja pr. n. št. uspelo v pomorski bitki osvoboditi prevlade Korintčanov. Krf je tedaj postal pomembna pomorska sila. Okoli leta 480 pr. n. št. je Krf predstavljal po jakosti drugo pomorsko silo med grškimi državicami. Leta 435 pr. n. št. sta se Krf in Korint sprla in njun spor je bil eden od povodov za izbruh Peloponeške vojne. Krf je pokazal svoje pretenzije po kopnem, saj so v 4. stoletju pr. n. št. držali v svoji posesti polis Haones (latinsko Chaones). V 3. stoletju pr. n. št. je hotel oblast na otoku prevzeti epirski kralj Pir, leta 229 pr. n. št. so ga osvojili Iliri, leta 219 pr. n. št. pa Rimljani. Iliri so otok uporabljali kot odskočišče za ropanje rimskih ladij v Jonskem morju. Med vojno Rimljanov proti ilirski kraljici Tevti je Krf postal prva rimska provinca v Grčiji. Kasneje Krf postane del rimske province Makedonije. Po delitvi Rimskega imperija leta 395 je Krf pripadel provinci Epirus vetus.
Prebivalci Krfa so sprejeli krščansko vero v 3. stoletju.

### Srednji vek in Novi vek do Prve svetovne vojne
V srednjem veku je bil otok del Bizantinskega cesarstva, potem pa je stalno menjaval gospodarje: Normane, Benečane, epirskega despota, sicilskega kralja, Anžuvince (1267-1386) in ponovno Benečane (do leta 1797). Od 16. do 18. stoletja se zgodovina Krfa povezuje s stalnimi vojnami proti Turkom. Turki so velikokrat ropali po otoku, a ga niso uspeli osvojiti. Leta 1797 je na kratko pripadel Franciji, med letoma 1798 in 1807 je bil ruski protektorat, v letih 1800 do 1807 je bil Krf na čelu Republike Jonskih otokov (Heptanez). Od leta 1807 do 1815 je bil francoski protektorat, potem pa so po sklepu Dunajskega kongresa oblast prevzeli Angleži, ki so ustanovili protektorat Združene države Jonskih otokov, v katerega sklop je spadal tudi Krf. V času britanske nadvlade je bil zgrajen velik del moderne infrastrukture, med drugim tudi okoli 700 km dolga mreža ulic.  21.maja 1864 je Krf pripadel Grčiji.

### Dvajseto stoletje
Med prvo svetovno vojno  med letoma 1916 in 1918 so otok zasedle francoske pomorske sile. Na otoku je bil med letoma 1916 in 1917 sedež vlade Kraljevine Srbije v izgnanstvu. Leta 1916 se je na otoku zbrala in reorganizirala srbska vojska, ki je preživela umik preko Albanije. Tako se je do aprila 1916 na Krfu zbralo 151.828 srbskih vojakov in civilistov. Med svojim bivanjem na otoku je precejšnji del srbskih vojakov umrl zaradi utrujenosti po dolgih marših, zaradi pomanjkanja hrane ali različnih bolezni. Okoli 20.000 umrlih  je pokopanih  v morju v okolici manjšega otoka Vido (Vidos) nasproti mesta Krf. Ta del so poimenovali Modra grobnica.  Na samem otočku pa je tudi grobnica, mavzolej srbske vojske z grobnico 3.000 umrlih srbskih vojakov. Med prvo svetovno vojno je bila na otočku tudi vojaška bolnišnica srbske vojske. Od  tega časa na Krfu živi tudi srbska manjšina. Aprila leta 1916 se je pričelo premeščanje srbske vojske  na Solunsko fronto. 20. julija 1917 so na Krfu podpisali Krfsko deklaracijo, s katero se je zaključil proces tvorbe Jugoslavije. Deklaracijo sta podpisala predsednik vlade Kraljevine Srbije Nikola Pašić in Ante Trumbić v imenu tako imenovanega Jugoslovanskega odbora, ki so ga sestavljali politični emigranti (Slovenci, Hrvati) iz Avstro-Ogrske. Na samem otoku je bila vzpostavljena skoraj celotna organizacija srbske države, ki je predstavljala tudi zametek bodoče državne uprave nastajajoče države. Tako je Krf pomembno povezan tudi z zgodovino Slovencev.
Leta 1923 so Krf za nekaj časa okupirali Italijani.
V drugi svetovni vojni je bil Krf od leta 1941 do 1943 pod italijansko okupacijo, potem do leta 1944 pod nemško. Okupacijske sile so v precejšnji meri demolirale predvsem mesto Krf. Nemški Gestapo je otoške Žide transportiral v Auschwitz, kjer jih je preživelo zgolj manjše število. V spomin in zahvalo se del mesta Krfa imenuje Evraiki, kar pomeni židovsko predmestje. Po vojni je otok pripadel Grčiji.

## Podnebje
Otoško klima je sredozemsko. Poletja so topla, toda ne ekstremno vroča. Zime so mile z redkimi temperaturami pod 10 stopinj Celzija. Zaradi večje vlažnosti v zraku in večje količine padavin (okoli 1200 mm letno) je v primerjavi z ostalimi področji Grčije otok znan po svoji zeleni vegetaciji.
Vremenske razmere v mestu Krf
| Vremenske razmere                       | Jan. | Feb. | Mar. | Apr. | Maj  | Jun. | Jul. | Avg. | Sep. | Okt. | Nov. | Dec. |
| Povprečje sončnih ur na dan             | 4,0  | 4,8  | 5,7  | 7,7  | 9,6  | 11,0 | 12,5 | 11,1 | 9,0  | 6,7  | 4,4  | 3,3  |
| Povprečna dnevna temperatura zraka [°C] | 13,8 | 14,2 | 15,9 | 19,1 | 23,6 | 28,1 | 31,0 | 31,5 | 27,7 | 23,1 | 19,1 | 15,7 |
| Povprečna nočna temperatura zraka [°C]  | 5,0  | 5,4  | 6,7  | 9,1  | 12,2 | 15,9 | 18,0 | 18,4 | 16,4 | 13,0 | 10,2 | 7,0  |
| Voda [°C]                               | 14   | 14   | 14   | 16   | 18   | 21   | 23   | 24   | 23   | 21   | 18   | 16   |
| Povprečno število deževnih dni          | 13   | 11   | 9    | 7    | 5    | 2    | 1    | 1    | 5    | 9    | 12   | 15   |

## Gospodarstvo
Zahvaljujoč večji vlažnosti ozračja je na Krfu razvito kmetijstvo, posebej na nižjem in bolj ravninskem jugu. Dominatne kulture so predvsem oljke in agrumi. Otok je znan tudi po pridelavi kumkvata.
Na otoku je zaradi tesnejših vezi z zahodom tradicionalno razvita obrt.
Od konca 19. stoletja se razvija turizem, ki danes predstavlja vodilno gospodarsko dejavnost  otoka. Otoški klimatski pogoji omogočajo razvoj predvsem poletnega turizma. Otok ponuja številne naravne lepote, kot tudi zgodovinske objekte. Na otoku je locirano Mednarodno letališče Krf z dobrimi domačimi in mednarodnimi povezavami, skupaj s trajektnim  in potniškim pristaniščem (povezave s Patrasem, Igoumenitso in Brindisijem) omogoča dostop turistov na otok. Gostje so pretežno iz tujine, predvsem iz Italije.
V zadnjem  času je prisotna tudi domača gastronomska ponudba v tradicionalnih tavernah.
Turizem je zlasti po letu 1960 zaustavil propadanje in siromašenje otoka.

## Znamenitosti

### Mesto Krf
Glavno mesto otoka in prefekture je mesto  Krf. Mesto je locirano na vzhodni obali nasproti grške celine.  Po štetju prebivalstva iz leta 2001 mesto šteje 39.487 prebivalcev. Mesto je razdeljeno na dva dela, stari in novi del mesta. Stari del mesta Krf je od leta 2007 na Unescovem seznamu svetovne zgodovinske dediščine. Ker so v mestu tri zgodovinske trdnjave se je mesta Krf prijel naziv Kastropolis (mesto trdnjav). V mestu sta sedeža Grške pravoslavne in katoliške škofije.
Temeljni kamen za mesto so med svojo vladavino postavili Benečani. Delno je čutiti vpliv Francozov in predvsem Angležev s svojim kolonialnim slogom. Srce mesta je četrt Cambiello iz obdobja Benečanov. Osrednji trg Esplanade je obdan s stavbami in spomeniki, ki izžarevajo zgodovino. Skupaj s kraljevsko palačo in Staro trdnjavo sestavlja celoto. Kraljevska palača je bila zgrajena v letih 1818 do 1823 po načrtih angleškega arhitekta Georgea Whitmora kot rezidenca britanskih lordov. Tedanji britanski guverner Thomas Maitland je dal pripeljati kot gradbeni material svetli maltežanski peščenec. V dvorcu je muzej azijske umetnosti, ki hrani zbirko več kot 10.000 predmetov s poreklom iz Kitajske, Japonske in Indije, ki so bili last nekdanjih diplomatov.
Novo trdnjavo so postavili Benečani leta 1570. Trdnjava je povezana s številnimi podzemnimi rovi s Staro trdnjavo.
Najdbe iz »antične« preteklosti otoka Krf hrani Arheološki muzej. Med največje dragocenosti muzeja spadajo reliefi iz Artemidinega svetišča (6. stoletje pr. n. št.), med njimi trimetrski kip Gorgone s kačami v laseh. V mestu so še Bizantinski muzej, Muzej papirnatega denarja, Mestna galerija.
Manjši ocvetličen trg pa leži med mestno hišo in nekdanjo škofovsko palačo katoliških škofov. V mestu Krf se je rodil leta 1776 Ioannis Kapodistrias, prvi ministrski predsednik osvobojene Grčije.
V predmestju Anemomylos stoji gradbenozgodovinsko najzanimivejša cerkev v mestu, Cerkev Jasona in Sosipatra. Cerkev je bila postavljena verjetno okoli leta 1000 in so pri njeni gradnji uporabili antične kamne. Arhitekturno sodi v tip bizantinskih cerkva s križno kupolo, v njej pa so ohranjene ikone kretskega slikarja Emanuela Tzanesa.
Cerkev Mitropolis je glavna cerkev v Krfu in so jo posvetili leta 1577. Uradno ime današnje škofovske cerkve je Panagia Spiliotissa. V njej so dragocene ikone jonske šole. Ponos zbirke je ikona Matere Božje iz 15. stoleta, poslikana z obeh strani. V cerkvi počiva tudi cesarica Teodora, ki je v obdobju ikonoklazma zavzela zmerno stališče.
Cerkev Sv. Spiridona so postavili konec 16. stoletja. Slovi po stropnih poslikavah, imenovanih Ourania. V cerkvi je v posebni kapeli z dragulji okrašen sarkofag sv. Spiridona. Spiridon je bil v začetku 4. stoletja pastir na Cipru. Ko mu je umrla mlada žena, je odšel v samostan in nazadnje postal škof. Po smrti so iz njegovega groba zrasle vrtnice, in ko so grob odprli, so našli nerazpadlo truplo. V času turškega ogrožanja Cipra so Spiridona prepeljali najprej v Konstantinopel in pozneje v 15. stoletju skupaj s sv. Teodoro na Krf. Verniki štirikrat letno (na cvetno nedeljo v spomin na leto 1629 zaradi rešitve pred kugo, velikonočno soboto v zahvalo konca hude lakote 1550, 11. avgusta v spomin konca turškega obleganja 1716 in prvo nedeljo v novembru v zahvalo za rešitev pred kugo 1673) nosijo v procesijah po ulicah mesta.
V mestu deluje tudi filharmonija, ki je bila ustanovljena leta 1840 in je najstarejša delujoča filharmonija v Grčiji.

### Ostale znamenitosti
Achilleion (Ahilejon) se nahaja 10 km od mesta Krf, pri vasici Gastouri. To je bil dvorec avstrijske cesarice Elizabete, imenovane Sissi. Sissi je posestvo kupila od pesnika in politika Braila-Armenisa in si je na njem dala zgraditi svojo 'pravljično hišo'. Stavbo je poimenovala po mitološkem junaku Ahilu. V parku še danes stoji marmorni kip Umirajoči Ahil, delo nemškega kiparja Ernsta Herterja. Po umoru Sissi leta 1898 je posestvo kupil nemški cesar Viljem II.
V notranjosti otoka, ob cesti Krf – Glifada stoji moderno vodno zabavišče Aqualand.
Benitzes je središče poletnega turizma na jugovzhodnem delu otoka. V kraju je Muzej školjk z zbirko školjk, fosilov, koral in drugih morskih živali.
Erikoussa, Mathraki in Othoni tvorijo Diapontske otoke severozahodno od otoka Krf. Na njih živi samo nekaj sto ljudi. Otoki so primerni za potapljanje in ribolov.
Pantokrator je najvišji vrh otoka.  Ob jasnem vremenu se z njegovega vrha vidi vse do Italije. Vrh je skoraj do samega vrha dostopen z avtomobilom. Na njegovem pobočju je tudi istoimenski samostan iz leta 1347, ki pa je danes prazen.

## Konzulati
V mestu Krf delujejo številni konzulati tujih držav
| - Avstrija - Danska - Francija - Irska - Italija - Nemčija - Nizozemska - Norveška - Portugalska - Rusija - Švedska |